# قائمة محميات المحيط الحيوي في المغرب العربي
تحتوي هذه المقالة على قائمة محميات المحيط الحيوي في المغرب العربي.

## تونس
تخضع محميات المحيط الحيوي في تونس لإشراف وزارة الزراعة ووزارة البيئة والوكالة الوطنية لحماية البيئة.
| المحمية                    | سنة التأسيس | الصورة |
| -------------------------- | ----------- | ------ |
| الحديقة الوطنية جبل بوهدمة | 1977        |        |
| الحديقة الوطنية بالشعانبي  | 1977        |        |
| الحديقة الوطنية بإشكل      | 1977        |        |
| أرخبيل زمبرة               | 1977        |        |

## الجزائر
| المحمية                      | سنة التأسيس | الصورة |
| ---------------------------- | ----------- | ------ |
| الحديقة الثقافية طاسيلي ناجر | 1986        |        |
| محمية القالة الوطنية         | 1990        |        |
| الحديقة الوطنية جرجرة        | 1997        |        |
| الحديقة الوطنية الشريعة      | 2002        |        |
| الحديقة الوطنية قورايا       | 2004        |        |
| الحديقة الوطنية تازة         | 2004        |        |
| الحظيرة الوطنية بلزمة        | 2015        |        |
| جبال تلمسان                  | 2016        |        |

## المغرب
| المحمية                                                                      | سنة التأسيس | الصورة |
| ---------------------------------------------------------------------------- | ----------- | ------ |
| محمية المحيط الحيوي لشجرة أرغان                                              | 1998        |        |
| محمية المحيط الحيوي لواحات الجنوب المغربي                                    | 2000        |        |
| محمية المحيط الحيوي العابرة للقارات في البحر الأبيض المتوسط (المغرب/إسبانيا) | 2006        |        |
| محمية المحيط الحيوي لأرز الأطلس                                              | 2016        |        |

## مقالات ذات صلة
- شبكة اليونسكو العالمية لمحميات المحيط الحيوي
- محمية المحيط الحيوي
- قائمة المناطق الطبيعية في تونس

## روابط خارجية
- القائمة على موقع اليونسكو.
- قائمة اليونسكو لمحميات المحيط الطبيعي في البلدان العربية.
- قائمة اليونسكو لمحميات المحيط الطبيعي في العالم.